# Артхроника
«Артхроника» — российское периодическое издание (журнал) о современном искусстве, выходившее с 1999 по 2013 год. Был одним из самых авторитетных русских журналов по этой тематике.

## О журнале
Журнал «Артхроника» основан в 1999 году Евгением Зябловым, директором выставочного центра РОСИЗО.
С 2006 года и до конца существования издателем журнала был зам. министра имущественных отношений России в 2000—2003 гг. и предприниматель Шалва Бреус.
До 2011 года журнал выходил ежемесячно, позже — со сложной периодичностью по шесть номеров в год (по одному зимой и летом и по два весной и осенью).
Заявленный тираж издания в 2011—2013 годах составлял 40 000 экз..
Часто в журнал вкладывались небольшие бумажные работы-сюрпризы от художников — героев номера.
В августе 2013 года стало известно о закрытии издания, перед которым «Артхроника» замедлилась с десяти до шести выпусков в год и отказалась от англоязычных выпусков. Фонд Шалвы Бреуса (Breus Foundation; в 2006—2013 гг. фонд назывался «Артхроника») переключился на создание музея современного искусства «Ударник», а также на выпуск монографий российских художников.

## Главные редакторы
- с 1999 по 2001 — Евгений Зяблов
- с 2002 по 2009 — Николай Молок,[9]
- с 2009 по 2011 — Милена Орлова,
- с 2011 по 2013 — Мария Рогулёва.

## Арт-директор
- с 2007 по 2012 год — Андрей Шелютто

## Колумнисты
- Андрей Ерофеев — регулярно ведет свою колонку уже несколько[уточнить] лет.
- Илья Фальковский
- Арина Холина
- Ирина Кулик

## Разделы
Многие рубрики журнала имеют двойное название, более краткое и что-то вроде расшифровки или слогана. Курсивом даны пояснения.
| - Авторы — краткие биографии людей, пишущих в журнал - Письмо редактора - Вопрос — ответ. Если вы не знаете, что думать - Must see. Выставка, которую нельзя пропустить - Анонсы. Куда идти, что смотреть - Два мнения. Если вы думаете, что правы - Опрос. Глас народа и профессионалов - Место. Топография искусства: маршруты и пространства | - Личное дело. Откуда что берётся - Интервью. Разговоры об искусстве - Колонки - Фокус — материалы на основную тему номера - Один день — фотоистория об одном из художников длиною в день - Текст — в меру большое искусствоведческое эссе или отрывок из книги - Семь работ - Арт-рынок. Динамика интересов - Расписание. Ярмарки, торги, предаукционные показы | - Расписание. Выставки, фестивали, биеннале и премьеры - Выставки — рецензии - Выставки — обзоры - Книги — обзоры - Событие - Светская хроника. Люди и логотипы - Реверс — прежнее название рубрики — Рукой художника |

## Топ-50
- Топ-50 самых влиятельных лиц в российском искусстве по версии журнала «Артхроника»